# سالم سلام
سالم سلام كان لاعب رماية لبناني. شارك في منافسة رماية البندقية 50 مترًا في دورة الألعاب الأولمبية الصيفية لعام 1948.

## روابط خارجية
- سالم سلام على موقع أوليمبيديا (الإنجليزية)